# Bellac

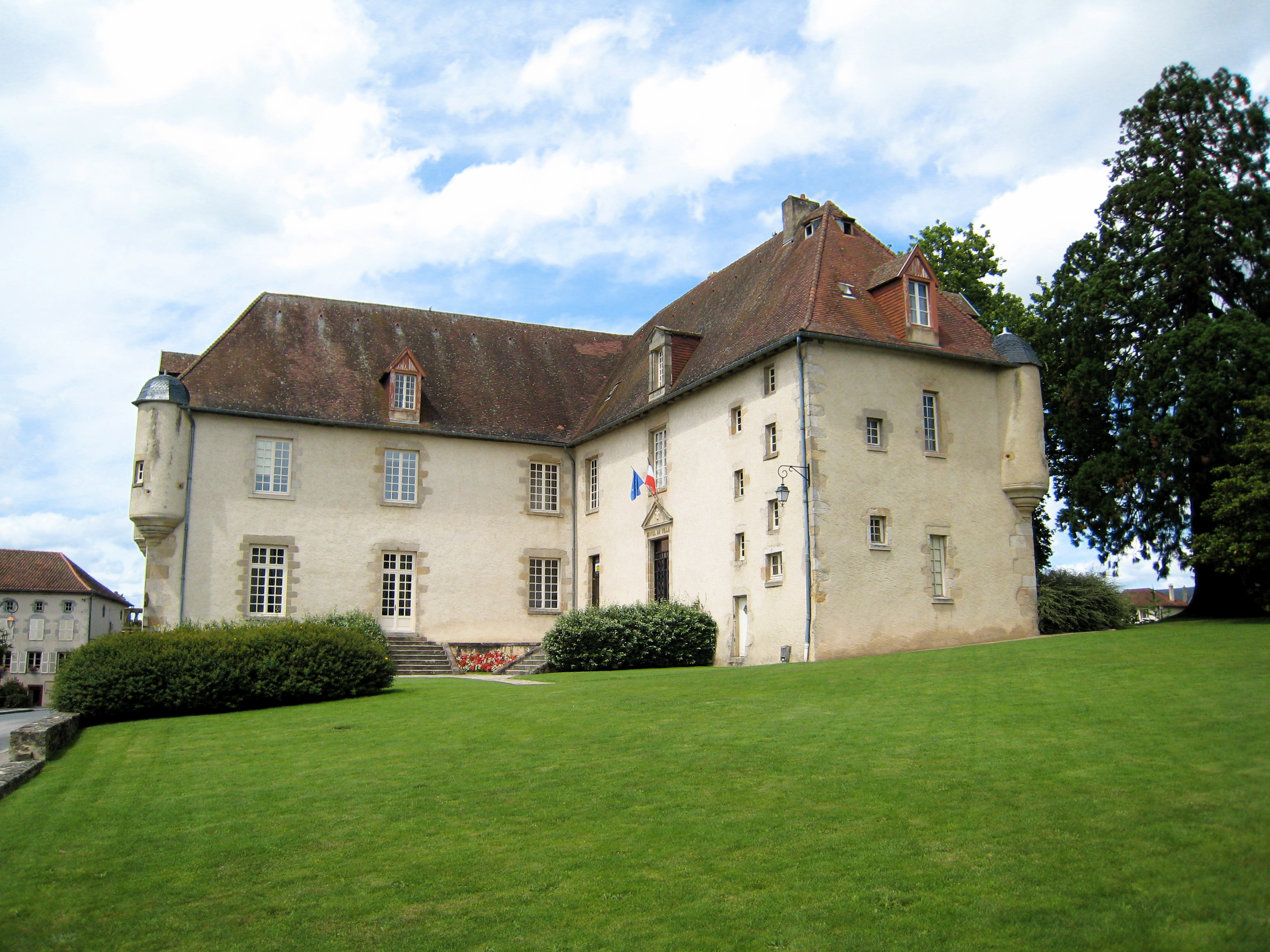
Primăria din Bellac

Bellac este un oraș în Franța, sub-prefectură a departamentului Haute-Vienne, în regiunea Limousin. Are codul poștal: 87.300.

## Monumente istorice

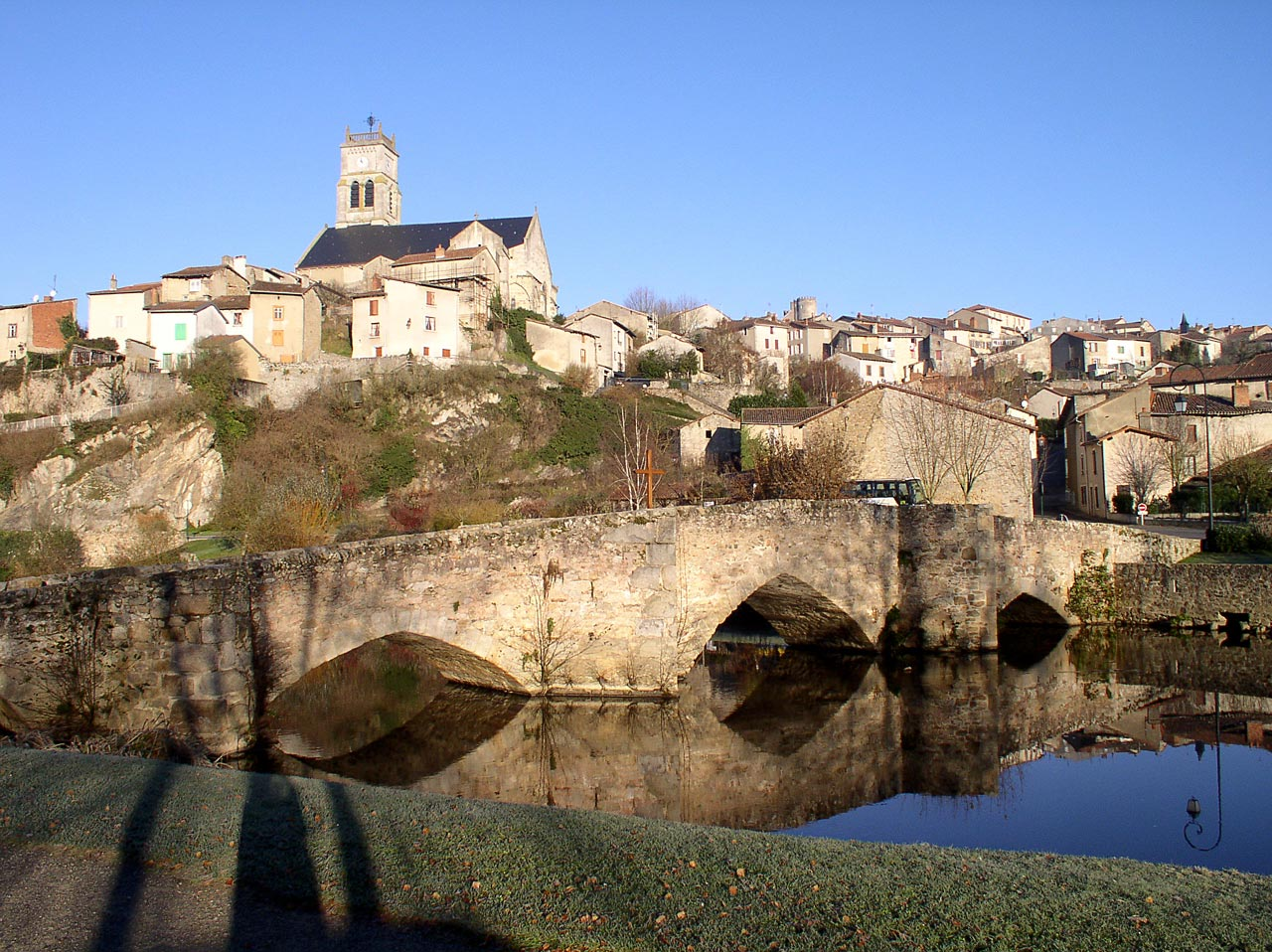
Biserica Notre-Dame-de-Bellac şi podul peste râul Vincou

- Biserică (Biserica Notre-Dame-de-Bellac) din secolele al XII-lea - al XIV-lea. [4]

## Personalități
- Jean de La Fontaine (1621 - 1695), poet francez, a trăit la Bellac;
- Jean Giraudoux (scriitor și diplomat francez) s-a născut la Bellac, la 29 octombrie 1882. (A decedat la 31 ianuarie 1944, la Paris).
- Agnès Clancier (romancieră franceză) s-a născut la Bellac, la 8 iunie 1963.

## Înfrățiri
- Wassertrüdingen, Germania, din anul 1983;
- Sifoe, Gambia, din anul 2006.